# José Luis de Francisco
José Luis de Francisco Herrero (Madrid, 9 de octubre de 1963 - 14 de enero de 2022) fue un jurista y político español del Partido Socialista Obrero Español (PSOE), secretario de Estado de Asuntos Constitucionales y Parlamentarios del Ministerio de la Presidencia durante el segundo gobierno de Rodríguez Zapatero.
Licenciado en Derecho por la Universidad Complutense de Madrid, fue funcionario de las Cortes Generales.
El 19 de abril de 2004 fue nombrado director general de Relaciones con las Cortes en el Ministerio de la Presidencia por la entonces ministra, María Teresa Fernández de la Vega y cinco años después Secretario de Estado de Asuntos Constitucionales y Parlamentarios, cargo que mantuvo hasta el final de la IX Legislatura.
Desde el 15 de julio de 2019 hasta su fallecimiento, fue director del Gabinete de la Presidencia del Congreso de los Diputados, siendo la entonces presidenta la socialista Meritxell Batet.

## Fallecimiento
Falleció el 14 de enero de 2022 en Madrid, a consecuencia de un cáncer.